# Ravnsbjerg Sogn
Ravnsbjerg Sogn er et sogn i Århus Søndre Provsti (Århus Stift). Sognet ligger i Aarhus Kommune; indtil Kommunalreformen i 1970 lå det i Ning Herred (Århus Amt). I Ravnsbjerg Sogn ligger Ravnsbjergkirken.
I Ravnsbjerg Sogn findes flg. autoriserede stednavne:
- Alderslyst (bebyggelse)
- Gunnar Clausensvej (station)
- Ravnsbjerg (bebyggelse)
- Viby (bebyggelse)
- Viby Mark (bebyggelse)
- Øllegårdsvej (station)
- Grøfthøj – boligområde